# دزیاتلاوا
دزیاتلاوا (به لاتین: Dzyatlava) یک منطقهٔ مسکونی در بلاروس است که در منطقه گرودنو واقع شده‌است. دزیاتلاوا ۸٬۳۰۰ نفر جمعیت دارد.